# Virgin River (Fernsehserie)
Virgin River ist eine Dramaserie, die am 6. Dezember 2019 bei Netflix veröffentlicht wurde. Als Vorlage diente die gleichnamige 20-teilige Buchserie von Robyn Carr. Im Oktober 2024, vor der Premiere der sechsten Staffel, bestellte Netflix die siebte Staffel der Serie.

## Handlung
Die Serie dreht sich um die Krankenschwester und Hebamme Melinda Monroe, die Los Angeles verlassen hat, um in Virgin River bei dem ortsansässigen Arzt Doc Mullins zu arbeiten. Der möchte sich nicht eingestehen, dass er Hilfe benötigt. Ihre ersten Bekanntschaften sind Bürgermeisterin Hope McCrea und der Barkeeper Jack Sheridan, mit denen sie sich bald anfreundet.

## Produktion
Am 27. September 2018 verkündete Netflix die Produktion der ersten Staffel mit zehn Episoden. Produziert wurde die Serie von Reel World Management und Roma Roth.
Die Dreharbeiten liefen vom 3. Dezember 2018 bis zum 26. März 2019 in Vancouver. Die zweite Staffel wurde vom 9. September 2019 bis zum 17. Dezember 2019 gedreht. Regisseur war Tim Matheson.

## Besetzung und Synchronisation
Die deutschsprachige Synchronisation entsteht nach den Dialogbüchern von André und Marina Lemme, unter der Dialogregie von Ingo Albrecht im Auftrag der TV+Synchron in Berlin.
| Rolle                     | Darsteller             | Hauptdarsteller | Nebendarsteller       | Synchronsprecher                                           |
| ------------------------- | ---------------------- | --------------- | --------------------- | ---------------------------------------------------------- |
| Melinda „Mel“ Monroe      | Alexandra Breckenridge | 1.01–           |                       | Dana Friedrich (Staffel 1–4) Giuliana Jakobeit (Staffel 5) |
| Jack Sheridan             | Martin Henderson       | 1.01–           |                       | Till Endemann                                              |
| John „Preacher“ Middleton | Colin Lawrence         | 1.01–           |                       | Ingo Albrecht                                              |
| Joey Barnes               | Jenny Cooper           | 1.01–1.10       | 2.03, 2.07            | Daniela Thuar                                              |
| Charmaine Roberts         | Lauren Hammersley      | 1.01–           |                       | Nora Kunzendorf                                            |
| Vernon „Doc“ Mullins      | Tim Matheson           | 1.01–           |                       | Ronald Nitschke                                            |
| Hope McCrea               | Annette O’Toole        | 1.01–           |                       | Sabine Walkenbach                                          |
| Ricky                     | Grayson Gurnsey        | 2.01–           | 1.01–1.10             | Max Felder                                                 |
| Dan Brady                 | Benjamin Hollingsworth | 2.01–           | 1.01–1.10             | Jay Khan                                                   |
| Lizzie                    | Sarah Dugdale          | 2.01–           |                       | Leonie Dubuc                                               |
| Brie Sheridan             | Zibby Allen            |                 |                       | Mareile Moeller                                            |
| Cameron Hayek             | Mark Ghanimé           | 4.01-           |                       | Sascha Krüger                                              |
| Denny Cutler              | Kai Bradbury           |                 |                       | Lucas Wecker                                               |
| Mark Monroe               | Daniel Gillies         |                 | 1.01–                 | Nicolas Böll                                               |
| Paige Lassiter            | Lexa Doig              |                 | 1.01–2.02, 4.12, 5.01 | Melanie Isakowitz                                          |
| Connie                    | Nicola Cavendish       |                 | 1.01–                 | Bea Tober                                                  |
| Jo Ellen Montgomery       | Gwynyth Walsh          |                 | 1.01–                 | Velia Krause                                               |
| Lilly Anderson            | Lynda Boyd             |                 | 1.01–3.08             | -                                                          |
| Muriel St. Claire         | Teryl Rothery          |                 | 1.01–                 | Juana von Jascheroff                                       |
| Lydie Sudder              | Christina Jastrzembska |                 | 1.01–                 | Gabriele Schramm-Philipp                                   |
| Mike Valenzuela           | Marco Grazzini         |                 | 1.01–                 | Fabian Oscar Wien                                          |
| Kaia                      | Kandyse McClure        |                 | 5.03–                 | Nurcan Özdemir                                             |

## Episodenliste

### Staffel 1
| Nr. (ges.)                                                                                     | Nr. (St.) | Deutscher Titel                 | Originaltitel          | Regie        | Drehbuch                          |
| ---------------------------------------------------------------------------------------------- | --------- | ------------------------------- | ---------------------- | ------------ | --------------------------------- |
| 1                                                                                              | 1         | Es muss weitergehen             | Carry On               | Jann Turner  | Sue Tenney                        |
| 2                                                                                              | 2         | Verloren                        | Lost                   | Jann Turner  | Debra Fordham                     |
| 3                                                                                              | 3         | …und gefunden                   | …And Found             | Andy Mikita  | Amy Palmer Robertson              |
| 4                                                                                              | 4         | Ein verletztes Herz             | A Wounded Heart        | Andy Mikita  | Sue Tenney                        |
| 5                                                                                              | 5         | Unter Beschuss                  | Under Fire             | Martin Wood  | Debra Fordham                     |
| 6                                                                                              | 6         | Zeit zum Tauschen               | Let’s Mingle           | Martin Wood  | Amy Palmer Robertson              |
| 7                                                                                              | 7         | Hand aufs Herz                  | If Truth Be Told       | Gail Harvey  | Patrick Moss                      |
| 8                                                                                              | 8         | Wo Schatten ist, ist auch Licht | Into the Light         | Gail Harvey  | Debra Fordham                     |
| 9                                                                                              | 9         | Jeder hat ein Geheimnis         | Everybody Has a Secret | Tim Matheson | Sue Tenney & Jackson Rock         |
| 10                                                                                             | 10        | Ein unerwartetes Ende           | Unexpected Endings     | Tim Matheson | Sue Tenney & Amy Palmer Robertson |
| Alle Folgen der ersten Staffel wurden weltweit am 6. Dezember 2019 auf Netflix veröffentlicht. |           |                                 |                        |              |                                   |

### Staffel 2
| Nr. (ges.)                                                                                       | Nr. (St.) | Deutscher Titel         | Originaltitel     | Regie        | Drehbuch             |
| ------------------------------------------------------------------------------------------------ | --------- | ----------------------- | ----------------- | ------------ | -------------------- |
| 11                                                                                               | 1         | Ein Neuanfang           | New Beginnings    | Andy Mikita  | Sue Tenney           |
| 12                                                                                               | 2         | Überrumpelt             | Taken by Surprise | Andy Mikita  | Amy Palmer Robertson |
| 13                                                                                               | 3         | Der Morgen danach       | The Morning After | Gail Harvey  | Lisa Marie Petersen  |
| 14                                                                                               | 4         | Die Gerüchteküche kocht | Rumer Has It      | Gail Harvey  | Jackson Rock         |
| 15                                                                                               | 5         | Loslassen ist schwer    | Can’t Let Go      | Martin Wood  | Jackson Sinder       |
| 16                                                                                               | 6         | Die Vergangenheit       | Out of the Past   | Martin Wood  | Sue Tenney           |
| 17                                                                                               | 7         | Belastungsgrenze        | Breaking Point    | Tim Matheson | Amy Palmer Robertson |
| 18                                                                                               | 8         | Blinde Flecken          | Blindspots        | Tim Matheson | Lisa Marie Petersen  |
| 19                                                                                               | 9         | Gefahr voraus           | Hazards Ahead     | Martin Wood  | Amy Palmer Robertson |
| 20                                                                                               | 10        | Wie weggeblasen         | Blown Away        | Martin Wood  | Sue Tenney           |
| Alle Folgen der zweiten Staffel wurden weltweit am 27. November 2020 auf Netflix veröffentlicht. |           |                         |                   |              |                      |

### Staffel 3
| Nr. (ges.)                                                                                  | Nr. (St.) | Deutscher Titel                            | Originaltitel                    | Regie           | Drehbuch                          |
| ------------------------------------------------------------------------------------------- | --------- | ------------------------------------------ | -------------------------------- | --------------- | --------------------------------- |
| 21                                                                                          | 1         | Wo Rauch ist …                             | Where There’s Smoke…             | Martin Wood     | Sue Tenney                        |
| 22                                                                                          | 2         | Klebrige Füße                              | Sticky Feet                      | Martin Wood     | Amy Palmer Robertson              |
| 23                                                                                          | 3         | Ersatzteile und gebrochene Herzen          | Spare Parts and Broken Hearts    | Monika Mitchell | Sue Tenney                        |
| 24                                                                                          | 4         | Atemlos                                    | Take My Breath Away              | Monika Mitchell | Amy Palmer Robertson              |
| 25                                                                                          | 5         | Zündend                                    | Kindling                         | Martin Wood     | Lisa Marie Petersen               |
| 26                                                                                          | 6         | Jack und Jill                              | Jack and Jill                    | Martin Wood     | Jackson Sinder                    |
| 27                                                                                          | 7         | Gespalten                                  | Split                            | Gail Harvey     | Jackson Rock                      |
| 28                                                                                          | 8         | Leben und Tod                              | Life and Deaths                  | Gail Harvey     | Sue Tenney & Amy Palmer Robertson |
| 29                                                                                          | 9         | Die Sonne findet immer zurück              | The Sun Also Rises               | Martin Wood     | Amy Palmer Robertson              |
| 30                                                                                          | 10        | Eine Hochzeit, kein Todesfall und ein Baby | A Wedding, No Funeral and a Baby | Martin Wood     | Sue Tenney                        |
| Alle Folgen der dritten Staffel wurden weltweit am 9. Juli 2021 auf Netflix veröffentlicht. |           |                                            |                                  |                 |                                   |

### Staffel 4
| Nr. (ges.)                                                                                   | Nr. (St.) | Deutscher Titel             | Originaltitel       | Regie           | Drehbuch                                       |
| -------------------------------------------------------------------------------------------- | --------- | --------------------------- | ------------------- | --------------- | ---------------------------------------------- |
| 31                                                                                           | 1         | Wir bekommen ein Baby       | Be My Baby          | Martin Wood     | Sue Tenney                                     |
| 32                                                                                           | 2         | Ich komm schon klar mit Dad | Father Knows Best…? | Martin Wood     | Amy Palmer Robertson                           |
| 33                                                                                           | 3         | Auf einer Wellenlänge       | Grilled             | Nimisha Mukerji | Lisa Marie Petersen                            |
| 34                                                                                           | 4         | Planänderung                | Serious As A…       | Nimisha Mukerji | Tesia Joy Walker                               |
| 35                                                                                           | 5         | Mayday                      | Mayday              | Martin Wood     | Natasha M. Hall                                |
| 36                                                                                           | 6         | WGDW                        | All’s Faire…        | Martin Wood     | Jackson Rock                                   |
| 37                                                                                           | 7         | Keine Angst vor der Liebe   | Otherwise Engaged   | Siobhan Devine  | Jackson Sinder                                 |
| 38                                                                                           | 8         | Sprich mit mir              | Talk to Me          | Siobhan Devine  | Amy Palmer Robertson & Lisa Marie Petersen     |
| 39                                                                                           | 9         | Böse Überraschungen         | Bombshells          | Monika Mitchell | Amy Palmer Robertson                           |
| 40                                                                                           | 10        | Schwarze Wolken             | Fire and Rain       | Monika Mitchell | Sue Tenney, Tesia Joy Walker & Natasha M. Hall |
| 41                                                                                           | 11        | Entscheidungen              | Once Again          | Andy Mikita     | Sue Tenney, Jackson Sinder & Jackson Rock      |
| 42                                                                                           | 12        | Der lange Abschied          | The Long Goodbye    | Andy Mikita     | Sue Tenney & Amy Palmer Robertson              |
| Alle Folgen der vierten Staffel wurden weltweit am 20. Juli 2022 auf Netflix veröffentlicht. |           |                             |                     |                 |                                                |

### Staffel 5
| Nr. (ges.) | Nr. (St.) | Deutscher Titel       | Originaltitel           | Regie            | Drehbuch                                      |
| --- | --------- | --------------------- | ----------------------- | ---------------- | --------------------------------------------- |
| 43 | 1         | Eine zweite Chance    | A Second Chance         | Monika Mitchell  | Patrick Sean Smith                            |
| 44 | 2         | Lieblingslied         | Song Bird               | Monika Mitchell  | Jackson Sinder                                |
| 45 | 3         | Kalkuliertes Risiko   | Calculated Risk         | Felipe Rodriguez | Talia Gonzalez                                |
| 46 | 4         | Nie wieder wie vorher | Never Gonna Be the Same | Felipe Rodriguez | Tesia Joy Walker                              |
| 47 | 5         | Feuerprobe            | Trial By Fire           | Martin Wood      | Erin Cardillo & Richard Keith                 |
| 48 | 6         | Helden steigen auf    | Heroes Rise             | Martin Wood      | Thomas Ian Griffith & Mary Page Keller        |
| 49 | 7         | Aus der Asche         | From the Ashes          | Jem Garrard      | Talia Gonzalez, Erin Cardillo & Richard Keith |
| 50 | 8         | Vollmond              | Full Moon               | Jem Garrard      | John Lowe                                     |
| 51 | 9         | Angel’s Peak          | Angel’s Peak            | Andy Mikita      | Ildiko Susany                                 |
| 52 | 10        | Der Jahrmarkt         | Labor Day               | Andy Mikita      | Jackson Sinder & Tesia Joy Walker             |
| 53 | 11        | Je mehr desto besser  | The More the Merrier    | Gail Harvey      | Erin Cardillo & Richard Keith                 |
| 54 | 12        | Väterchen Frost       | Father Christmas        | Gail Harvey      | Erin Cardillo & Richard Keith                 |
| Die ersten zehn Folgen der fünften Staffel wurden weltweit am 7. September 2023 auf Netflix veröffentlicht. Die restlichen beiden folgten am 30. November 2023. |           |                       |                         |                  |                                               |

### Staffel 6
| Nr. (ges.)                                                                                        | Nr. (St.) | Deutscher Titel             | Originaltitel                            | Regie            | Drehbuch                               |
| ------------------------------------------------------------------------------------------------- | --------- | --------------------------- | ---------------------------------------- | ---------------- | -------------------------------------- |
| 55                                                                                                | 1         | Die Hoffnung stirbt zuletzt | Hope Springs Eternal                     | Martin Wood      | Patrick Sean Smith                     |
| 56                                                                                                | 2         | Die gebrochenen Stellen     | The Broken Places                        | Martin Wood      | Jackson Sinder                         |
| 57                                                                                                | 3         | Vor Gericht                 | The Jury’s Out                           | Rama Rau         | Erin Cardillo & Richard Keith          |
| 58                                                                                                | 4         | Brüder und Schwestern       | Brothers & Sisters                       | Rama Rau         | Ildiko Susany                          |
| 59                                                                                                | 5         | Love Story                  | Love Story                               | Felipe Rodriguez | Thomas Ian Griffith & Mary Page Keller |
| 60                                                                                                | 6         | Geister                     | Ghosts                                   | Felipe Rodriguez | Tesia Joy Walker                       |
| 61                                                                                                | 7         | Der Erdrutsch               | I Climbed a Mountain and I Turned Around | Martin Wood      | Becky Hartman Edwards                  |
| 62                                                                                                | 8         | Über Bord!                  | Going Overboard                          | Martin Henderson | Erin Cardillo & Richard Keith          |
| 63                                                                                                | 9         | Der große Tag               | Prelude to a Kiss                        | Monika Mitchell  | Erin Cardillo & Richard Keith          |
| 64                                                                                                | 10        | Der große Tag               | The Big Day                              | Monika Mitchell  | Patrick Sean Smith                     |
| Alle Folgen der sechsten Staffel wurden weltweit am 19. Dezember 2024 auf Netflix veröffentlicht. |           |                             |                                          |                  |                                        |

## Auszeichnungen
Leo Award 2020
- Auszeichnung in der Kategorie Bester Schnitt in einer Dramaserie für Daria Ellerman für die Folge Es muss weitergehen
- Nominierung in der Kategorie Bester Schnitt in einer Dramaserie für Lara Mazur für die Folge Unter Beschuss

## Rezeption
In der Internet Movie Database bewerteten mehr als 11.500 Zuschauer die Serie im Durchschnitt mit 7,5 von 10 Sternen.
Oliver Armknecht schreibt in seiner Kritik zur ersten Staffel auf Film-Rezensionen.de, dass die Serie wenig Überraschungen bereithalte. Er kritisiert, dass „so ziemlich alles in die Handlung verpackt wurde, ohne jegliche Rücksicht darauf zu nehmen, ob [sie] [er] das überhaupt aushält.“ Zusammenfassend beschreibt er die Serie als „unerträgliche[s] Drama voller unsympathischer Figuren“ und vergibt 2 von 10 Sternen.
Michael Pekler schreibt in Der Freitag, dass es „derzeit keine bessere Soap auf Netflix“ gebe, er bezeichnet Virgin River als „klassischen Fortsetzungsroman im Herzschmerz-Format.“